# 19.º distrito electoral de Chile
El decimonoveno distrito electoral de Chile es un distrito electoral ubicado en la Región de Ñuble que elige cinco diputados para la Cámara de Diputados de Chile. Fue creado en 2018 a partir de los antiguos cuadragesimoprimer y cuadragesimosegundo distritos y está compuesto por la totalidad de la región. Según el censo de 2017, posee 530 380 habitantes.

## Composición
El distrito está compuesto por las siguientes comunas:
| - Cobquecura - Coelemu - Ninhue - Portezuelo - Quirihue - Ránquil - Treguaco - Bulnes - Chillán Viejo - Chillán - El Carmen | - Pemuco - Pinto - Quillón - San Ignacio - Yungay - Coihueco - Ñiquén - San Carlos - San Fabián - San Nicolás |  |

## Representación
| 2 | 2 | 1 |

| 3 | 1 | 1 |

### Diputados
| Pactos y partidos políticos                                                                                             |
| --- |
| Chile Vamos La Fuerza de la Mayoría Convergencia Democrática Chile Podemos + Frente Social Cristiano Nuevo Pacto Social |

| Periodo | Diputado | Diputado                | Diputado | Diputado | Diputado              | Diputado                   | Diputado | Diputado                | Diputado          | Diputado | Diputado                | Diputado               | Diputado                        | Diputado               | Diputado | Mandato                                 |
| ------- | -------- | ----------------------- | -------- | -------- | --------------------- | -------------------------- | -------- | ----------------------- | ----------------- | -------- | ----------------------- | ---------------------- | ------------------------------- | ---------------------- | -------- | --------------------------------------- |
| LV      |          | Gustavo Sanhueza Dueñas |          |          | Frank Sauerbaum Muñoz |                            |          | Loreto Carvajal Ambiado |                   |          | Carlos Abel Jarpa Wevar |                        |                                 | Jorge Sabag Villalobos |          | 11 de marzo de 2018-11 de marzo de 2022 |
| LVI     |          | Marta Bravo Salinas     |          |          | Frank Sauerbaum Muñoz | Cristóbal Martínez Ramírez |          |                         | Sara Concha Smith |          |                         | Felipe Camaño Cárdenas | 11 de marzo de 2022-En el cargo |                        |          |                                         |